# Investitionsbank Berlin
Die Investitionsbank Berlin (IBB) ist die Förderbank des Landes Berlin. Trägerin und alleinige Gesellschafterin ist die IBB Unternehmensverwaltung AöR, die zu 100 % dem Land Berlin gehört. Im Auftrag des Landes fördert und finanziert die IBB Investitionsvorhaben in den Geschäftsfeldern Wirtschaftsförderung, Immobilien- und Stadtentwicklung sowie Arbeitsmarktförderung.

## Geschichte
- 1924 Gründung als Wohnungsfürsorgegesellschaft Berlin mbH zur Finanzierung des Berliner Wohnungsbaus, was zum Neubau von rund 300.000 Wohnungen bis 1945 führt
- 1935–1936 Umfangreiche eigene Bautätigkeit, was zu Vermengungen mit dem Kerngeschäft führte
- 1937 Umwandlung zur Wohnungsbau-Kreditanstalt der Reichshauptstadt Berlin (als rechtsfähige Gemeindeanstalt) in Nazideutschland und Abspaltung von Bau und Verwaltung des Wohnungsbestandes auf die Gemeinnützige Siedlungs- und Wohnungsbaugesellschaft Berlin mbH (GSW)

- 1965 Umwandlung zur Wohnungsbau-Kreditanstalt Berlin als Anstalt des öffentlichen Rechts. Die Wohnungsbau-Kreditanstalt Berlin wird Kapitalsammelstelle für Darlehen nach § 17 Berlinförderungsgesetz
- 1971–1974 Errichtung des rund 60 Meter hohen Hochhauses in Berlin-Wilmersdorf als Hauptstandort der Wohnungsbau-Kreditanstalt
- 1993 Umwandlung in die Investitionsbank Berlin unter Erweiterung der Aufgaben auf die Wirtschaftsförderung; Integration in die Landesbank Berlin als wirtschaftlich und organisatorisch selbstständige Abteilung
- 1997 Abschluss der Modernisierung und Erweiterung des Stammsitzes, nachdem die Mitarbeiteranzahl in der Nachwendezeit stark ansteigt
- 2004 Ausgründung aus der Landesbank Berlin und Verselbstständigung als Investitionsbank Berlin, Anstalt des öffentlichen Rechts mit Anstaltslast und Refinanzierungsgarantie des Landes Berlin
- 2021  Die IBB Unternehmensverwaltung Anstalt öffentlichen Rechts (IBB UV) wird per Gesetz vom Land Berlin errichtet. Die IBB UV übernimmt als Konzernmutter die Trägerschaft der IBB und ist wiederum in alleiniger Trägerschaft des Landes Berlin. Sämtliche Beteiligungen der IBB werden an die IBB UV übertragen.

## Rechtliche Grundlagen
Auf Basis des Gesetzes zur Änderung der Beteiligungsverhältnisse an der Investitionsbank Berlin („IBB-Trägergesetz“) vom 7. Juni 2021 erfolgte 2021 eine Neustrukturierung der IBB-Gruppe. Mit Inkrafttreten des Trägergesetzes am 17. Juni 2021 errichtete das Land Berlin als alleinige Anteilseignerin die IBB Unternehmensverwaltung AöR (IBB UV) rückwirkend zum 1. Januar 2021 und brachte die Investitionsbank Berlin AöR (IBB) in die IBB UV auf dem Wege der Sacheinlage ein. Trägerin der IBB ist damit die IBB Unternehmensverwaltung AöR (IBB UV), in deren Konzernabschluss die IBB einbezogen wird (kleinster und größter Konsolidierungskreis i. S. d. § 285 Nr. 14 und 14a HGB).
Die IBB UV trägt die Anstaltslast, die die öffentlich-rechtliche Verpflichtung gegenüber der IBB enthält, ihre wirtschaftliche Basis jederzeit zu sichern und sie für die Dauer ihres Bestehens funktionsfähig zu erhalten. Gemäß § 3 Abs. 2 des Gesetzes über die Errichtung der Investitionsbank Berlin als rechtsfähige Anstalt des öffentlichen Rechts (Investitionsbankgesetz – IBBG) vom 7. Juni 2021 haftet das Land Berlin für die von der IBB aufgenommenen Darlehen, Schuldverschreibungen, Termingeschäfte, Optionen und Swaps sowie andere Kredite an die IBB.
Die IBB widmet sich seit dem Jahr 1924 einschließlich ihrer Rechtsvorgänger der Wohnungsbauförderung in Berlin. Im Jahr 1993 wurde das Aufgabenspektrum auf die Wirtschaftsförderung erweitert und die zuvor selbstständige Anstalt des öffentlichen Rechts (AöR) in die Landesbank Berlin eingegliedert. Seit 2004 agiert die IBB wieder als eigenständige Anstalt des öffentlichen Rechts. Im Jahr 2022 wurde das Portfolio der IBB um das Geschäftsfeld Arbeitsmarktförderung erweitert.

## Ziele und Aufgaben
In der Wirtschaftsförderung unterstützt die IBB gemeinsam mit ihren Schwestergesellschaften mit monetären Förderangeboten, Finanzierungsberatung und Coachings kleine und mittlere Unternehmen, Start-ups und Gründer in Berlin. Dabei arbeitet sie eng mit den in Berlin ansässigen Geschäftsbanken zusammen. Als Bank für Existenzgründungen unterstützt sie Gründer und Start-ups in Berlin. In der Immobilien- und Stadtentwicklung liegen die Schwerpunkte bei der Förderung der Energieeffizienz, dem Mietwohnungsneubau und Maßnahmen zur Begleitung der demografischen Entwicklung. Bei ihren Aktivitäten setzt die IBB gemeinsam mit ihren Schwestergesellschaften auf darlehensbasierte und beteiligungsorientierte Finanzierungen sowie auf Zuschussprogramme vor allem bei der Technologie- und Investitionsförderung.
Mit der Arbeitsmarktförderung hat die IBB 2022 ihr Angebot erweitert. Darin sind eine Vielzahl von Förderinstrumenten des Landes Berlin angesiedelt, die mit Mitteln aus dem Europäischen Sozialfonds Plus ko-finanziert werden mit dem Ziel, den Fachkräftebedarf zu sichern sowie durch soziale Inklusion und Bildung Menschen in ihrer Teilhabe an der Gesellschaft zu stärken.

## Unternehmen

### Daten zum Geschäftsjahr 2022
In allen Geschäftsfeldern  konnten Finanzierungszusagen in Höhe von 2.105 Mio. Euro (inklusive Sondergeschäfte) erzielt werden. Das wirtschaftliche Ergebnis lag bei 53,6 Mio. Euro. Nach der Leistung eines Berlin-Beitrags in Höhe von 15 Mio. Euro verblieb ein Jahresüberschuss von 38,6 Mio. Euro. Die Bilanzsumme betrug zum 31. Dezember 2022 20.726 Mio.  Euro.
Die IBB hat in 2022 zusammen mit ihren Schwestergesellschaften 1,3 Mrd. Euro an Coronahilfen ausgezahlt. Damit konnten seit Beginn der Pandemie insgesamt etwas mehr als 7 Mrd. Euro an Bundes- und Landesmitteln für Unternehmen in Berlin zur Verfügung gestellt werden.

### Beteiligungen der IBB UV
Die IBB Unternehmensverwaltung AöR ist die Trägerin der IBB und hält darüber hinaus weitere Beteiligungen der IBB-Gruppe:
Beteiligungen, die im Interesse des Landes Berlin sowie im Zusammenhang mit Förderaufgaben gehalten werden und weitere strategische:
Beteiligungen des banknahen Fördergeschäfts
- IBB Ventures (vormals IBB Beteiligungsgesellschaft mbH)
- IBB Business Team GmbH
- IBB Capital

Standort- und sonstige Wirtschaftsförderung
- Berlin Partner GmbH
- Berlin Tourismus & Kongress GmbH
- Medienboard Berlin-Brandenburg GmbH
- DAB Digitalagentur Berlin

Fondsbeteiligungen
- EU Malaria Fund Berlin (EUMF)
- European Social Innovation and Impact Fund (ESIIF)
- Peppermint CBF 1 GmbH & Co. KG

## Kritik
Im März 2020 wurde die Investitionsbank Berlin mit der Auszahlung der Corona-Soforthilfen beauftragt. Gleich zu Beginn kam es zu einer Datenpanne, bei der rund 400 Betroffene Daten fremder Personen erhalten hatten. Die Ermittlungen gegen die Vorstände der Bank wegen des Verdachts der Untreue im Zuge der Auszahlung der Corona-Soforthilfen wurden im Juli 2022 eingestellt.